# Marie Lebec

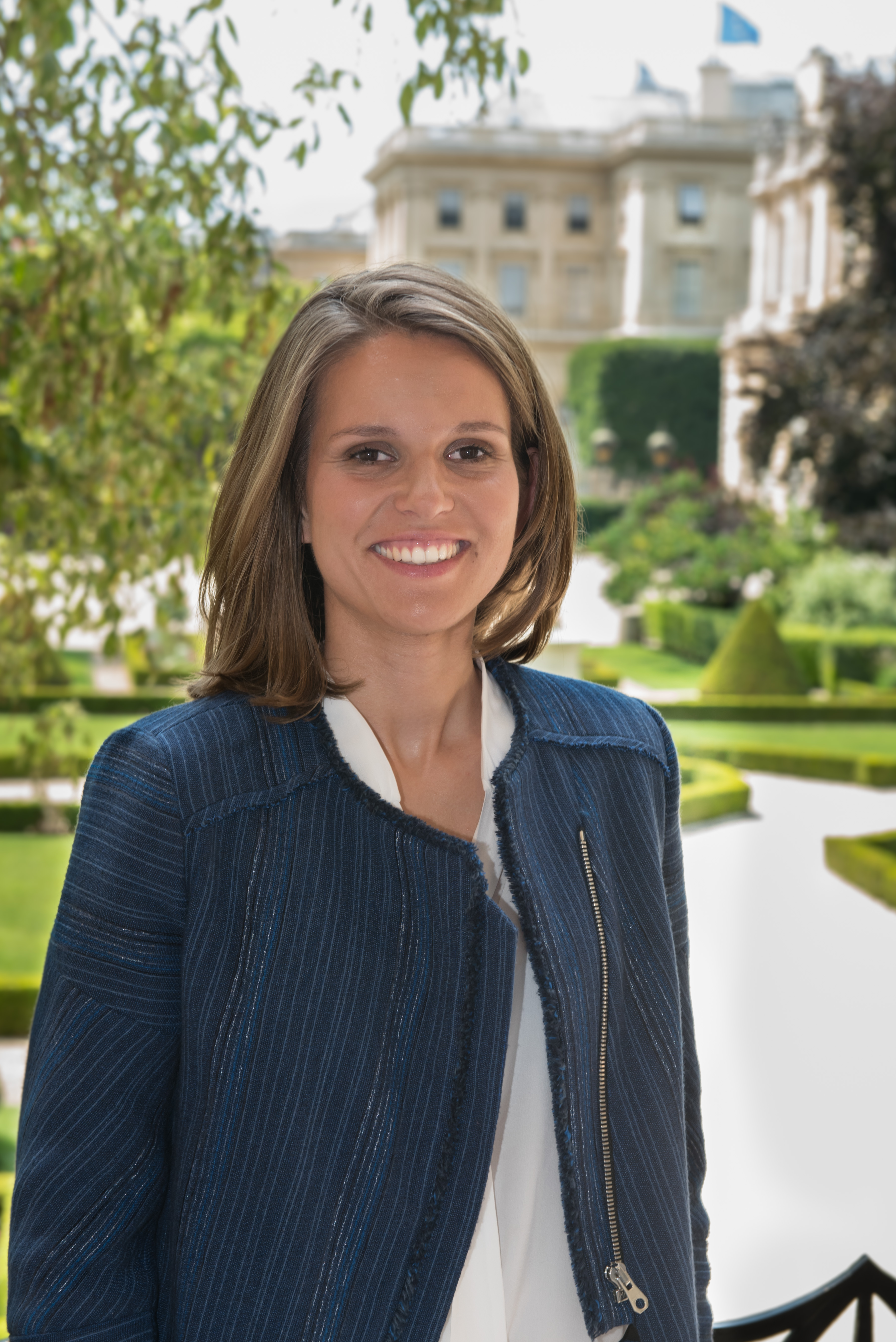
Marie Lebec (2017)

Marie Lebec (* 17. Dezember 1990 in Vernon) ist eine französische Politikerin (RE). Im Kabinett Attal war sie von Januar bis September 2024 beigeordnete Ministerin für die Beziehungen zum Parlament. Zuvor und seit ihrem Ausscheiden wieder ist sie Abgeordnete in der Nationalversammlung.

## Leben und Wirken
Lebec studierte Public Affairs am Institut d’études politiques de Bordeaux, wo sie 2014 ihren Abschluss machte. Zudem erwarb sie eine Abschluss in Europäischen und Internationalen Angelegenheiten an der Universität Cardiff. Bereits während ihrer Schulzeit und während ihres Studiums engagierte sich Lebec politisch und engagierte sich 2007 im Präsidentschaftswahlkampf von Nicolas Sarkozy. Nach ihrem Studienabschluss war sie bis 2017 als Lobbyisten bei der Berateragentur Euralia. Parallel dazu betätigte sie sich 2014 in der Kommunalpolitik und unterstützte André Vanhollebeke bei den Wahlen im Département Yvelines. Anschließend wurde sie Parlamentsattaché in der Nationalversammlung für den Abgeordneten Christian Franqueville. 2015 schloss sich Lebec der Bewegung Les Jeunes avec Macron an und folgte Emmanuel Macron 2016 in die von ihm gegründete Bewegung En Marche !. Für diese Partei wurde sie bei den Parlamentswahlen 2017 für den vierten Wahlkreis Yvelines nominiert, gewann diesen Wahlkreis und zog im Alter von 26 Jahren als Abgeordnete in die französische Nationalversammlung ein. Im Parlament wurde Lebec Mitglied des Wirtschaftsausschusses und Vizepräsidentin der Überseedelegation. 2019 wurde Lebec zur Sprecherin der LREM-Fraktion in der Nationalversammlung gewählt und anschließend zur ersten Vizepräsidentin der Fraktion ernannt. Dieses  Amt hatte sie bis Juni 2022 inne. Bei den Wahlen 2022 konnte sie ihren Parlamentssitz verteidigen und gehörte fortan dem Rechtsausschuss an.
Am 1. Januar 2024 wurde Marie Lebec zur beigeordneten Ministerin für die Beziehungen zum Parlament in der neuen Regierung von Gabriel Attal ernannt. Sie war die erste Frau in der französischen Geschichte, die dieses Amt ausübte. Sie wurde nicht wieder in dieses Amt berufen, als Michel Barnier am 21. September 2024 als Premierminister eine neue Regierung bildete. Seitdem übt sie ihr Mandat in der Nationalversammlung wieder aus.